# Marifugia cavatica
Marifugia cavatica är en ringmaskart som beskrevs av Karel Absolon och Hrabe 1930. Marifugia cavatica ingår i släktet Marifugia och familjen Serpulidae. Inga underarter finns listade i Catalogue of Life.